# Литвиненко Леонід Дмитрович
Леоні́д Дми́трович Литвине́нко (* 28 січня 1949, Сміла) — український спортсмен, заслужений майстер спорту, срібний призер XX Олімпійських ігор в Мюнхені, кандидат педагогічних наук, полковник, заступник спортивного комітету міністерства оборони України.
Срібний призер по десятиборству Олімпіади — 1972, на другу сходинку його вивів чудовий вибір в останньому номері програми — бігу на 1500 метрів.

## З життєпису
У вересні 1975 року в польському Бидгощі переміг на змаганнях Кубка Європи з десятиборства.
1980 року на церемонії зустрічі олімпійського вогню на Хрещатику приймав естафету у олімпійського чемпіона-гребця Юрія Стеценка та біг з факелом від площі Жовтневої революції до стадіону «Динамо». Він же запалював вогонь на Республіканському стадіоні, де відбулося відкриття Олімпійського турніру в Києві.
В 2000-х працював замісником начальника управління спорту Міністерства оборони України.